# Илинское
Илинское (на руски: Илинское) е село в Селивановски район на Владимирска област в Русия. Влиза в състава на Волосатовската селска община.

## География
Селото е разположено на брега на река Кестромка (басейна на Ока), на 5 км източно от центъра на общината, селището Новий Бит и на 14 км северно от районния център, работническото селище Красная Горбатка.

## История
Църквата в Илинское съществува от началото на 17 век. В църковните данъчни регистри от 1628 г. тя е отбелязана като църква „Свети Илия“ във владенията на болярина, княз Фьодор Иванович Мстиславски. Според регистри от 1653 г. към тази църква има 2 попски къщи, клисарско стопанство, просвирническо стопанство, 5 стопанства на закрепостени към църквата селяни, 7 отделни бобилски стопанства. По данни от 1703 г., освен Илинската църква има и друга – „Пресвета Богородица Казанска“. През 1737 г. и двете изгарят, а през 1738 г. енориашите построяват нова дървена църква, отново на името на свети Илия. През 1825 г. вместо дървената църква е построен каменен куполовиден храм. Към илинската църковна общност има църковно-енорийско училище, като през 1896 г. учащите са 38.
В края на 19 – началото на 20 век селото влиза в състава на Болше Григоровската волост на Судогодского уезда.
От 1929 г. селото е център на Илинския селски съвет на Селивановски район, а по-късно и до 2005 г. е в състава на Волосатовския селски съвет.

## Население
| 1859 | 1905 | 1926 | 2010 г. |
| ---- | ---- | ---- | ------- |
| 208  | 341  | 666  | 44      |

## Забележителности
В селото се намира действащата църква „Илия пророк“ (1825).